# Reconquêtes
Reconquêtes est une série de bande dessinée de fantasy mythologique belge à décor antique coécrite, dessinée et coloriée par François Miville-Deschênes avec le scénariste Sylvain Runberg, éditée en quatre tomes entre 2011 et 2016. Librement inspirée des civilisations antiques des Hittites, des Scythes, des Cimmériens et des Sarmates, elle relate l'affrontement entre le royaume hittite et un groupement de tribus nommé la Horde des vivants, en ajoutant à ses inspirations historiques des éléments merveilleux.

## Description

### Résumé
L'histoire se déroule dans une Antiquité imaginaire, en Asie Mineure. Lorsque le peuple des Hittites conquiert le royaume d'Urar, cette provocation déclenche les hostilités entre les Hittites et les souverains de trois tribus peuples : Marak, Kymris et Simissée, qui règnent sur les Scythes, les Cimmériens et les Sarmates et qui décident de reformer une ancienne alliance légendaire nommée la Horde des vivants. Thusia, jeune scribe envoyée par le roi Hmmurabi de Babylone, découvre plusieurs peuples et rencontre les derniers rescapés de l'Atlantide. Mais un mage atlante réalise une prophétie funeste pour les Scythes.
Le second tome relate l'avancée apparemment irrésistible de la Horde des vivants, qui semble bien partie pour remporter la victoire contre les Hittites. Mais la Horde est minée de l'intérieur par les querelles entre clans et les rivalités entre les trois souverains. Thusia, l'une des servantes de la reine Simissée, comprend que ces dissensions sont en partie exacerbées par un complot extérieur et qu'elles menacent la victoire et même la survie de la Horde. Elle tente d'agir pour éviter à la Horde de se précipiter vers sa perte.
Le troisième tome se concentre davantage sur les discordes internes à la Horde, qui perd l'avantage face aux Hittites.
Dans le quatrième tome, les Hittites ont pris le dessus dans leur guerre contre la Horde des vivants et cette dernière semble courir droit au massacre. Le seul espoir de la Horde consiste à s'infiltrer en plein royaume hittite et à tuer leur roi, car en vertu de leurs lois cela devrait suspendre la guerre jusqu'à l'arrivée d'un nouveau souverain. Thusia s'envole sur un griffon scythe pour mener à bien cette mission désespérée.

## Élaboration de la série
L'idée de l'histoire est venue à Sylvain Runberg à partir de son intérêt pour l'historien grec antique Hérodote et les développements qu'il consacre aux Amazones dont l'historien d'Halicarnasse affirme que leur légende est née à partir du peuple des Sarmates chez qui les femmes prenaient régulièrement part aux combats. Runberg souhaitait aussi mettre en scène les Scythes et les Hittites qui sont des cultures antiques peu connues du grand public. Runberg a proposé le concept aux éditions Le Lombard et il a été mis ainsi en contact avec François Miville-Deschênes, qui était également passionné par ces sujets.
Les auteurs indiquent que l'univers de la série relève de l'« historique-fiction ». Le dessinateur François Miville-Deschênes indique lors d'une interview en 2011 : « Les peuples que nous mettons en scène ont existé. Mais nous prenons quelques libertés. Ils se sont succédé ou se sont chevauchés dans l’histoire de l’humanité. Leur union contre un ennemi commun est par contre totalement inventée. » La bande dessinée s'inspire librement de l'état de l'Asie Mineure au VIIIe siècle av. J.-C.
Le scénario a été élaboré à quatre mains par François Miville-Deschênes et Sylvain Runberg. Habitant dans deux régions du monde très éloignées, les auteurs discutaient principalement par courriel. Ils se mettaient d'accord sur l'histoire, puis Sylvain réalisait le découpage du récit en cases. 
Le dessinateur s'est documenté amplement sur les costumes et les habitudes des peuples représentés, en bonne partie par l'intermédiaire de livres d'histoire et dans une moindre mesure à l'aide de sites Internet. Il crayonne puis encre les planches et en assure lui-même la mise en couleurs.

## Albums
- 1 La Horde des vivants, Le Lombard, 2011
Scénario : François Miville-Deschênes et Sylvain Runberg - Dessin et couleurs : François Miville-Deschênes -  (ISBN 978-2-8036-2753-0)
- 2 Le Piège Hittite, Le Lombard, 2014
Scénario : François Miville-Deschênes et Sylvain Runberg - Dessin et couleurs : François Miville-Deschênes -  (ISBN 978-2-8036-3097-4)
- 3 Le Sang des Scythes, Le Lombard, 2015
Scénario : François Miville-Deschênes et Sylvain Runberg - Dessin et couleurs : François Miville-Deschênes -  (ISBN 978-2-8036-3207-7)
- 4 La Mort d'un roi, Le Lombard, 2016
Scénario : François Miville-Deschênes et Sylvain Runberg - Dessin et couleurs : François Miville-Deschênes -  (ISBN 978-2-8036-3681-5)

### Internet
- Section du blog de François Miville-Deschênes consacrée à Reconquêtes